# 楼門五三桐

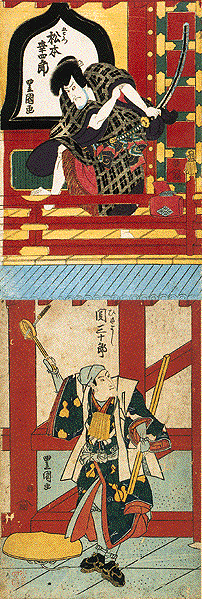
「天地の見得」
----
文政9年3月 (1826)、江戸中村座で上演された『楼門五三桐』「南禅寺山門の場」。楼上に五代目松本幸四郎の石川五右衛門、階下には二代目關三十郎の真柴久吉。二代目歌川豊国画。

『楼門五三桐』（さんもん ごさんの きり）は、安永7年4月 (1778年4月) 大坂角の芝居で初演された歌舞伎の演目。初代並木五瓶作、全五幕。二段目の返し「南禅寺山門の場」を単独で上演するときは特に『山門』（さんもん）と通称される。初演時の外題は『金門五山桐』（きんもん ごさんの きり）、のちに改称されて現在の外題となった。石川五右衛門が放つ「絶景かな」のフレーズが有名。

## 『山門』のあらすじ
南禅寺の山門の屋上、天下をねらう大盗賊・石川五右衛門は、煙管を吹かして、「絶景かな、絶景かな。春の宵は値千両とは、小せえ、小せえ。この五右衛門の目からは、値万両、万々両……」という名科白を廻し、夕暮れ時の満開の桜を悠然と眺めている。そこへ手紙をくわえた鷹が飛んでくる。そこに書かれたのは明国の遺臣・宋蘇卿の遺言だった。読むうちに五右衛門は、自身が宋蘇卿の子で、かねてから養父・武智光秀の仇としてつけ狙っていた真柴久吉が実父の仇でもあることを知る。怒りと復讐に震える五右衛門に捕り手が絡む。そこに巡礼姿に変装した久吉が現れ、五右衛門の句を詠み上げる： 久吉「石川や 浜の真砂は尽きるとも」、五右衛門「や、何と」、久吉「世に盗人の 種は尽きまじ」。驚いた五右衛門が手裏剣を打つと久吉は柄杓でそれを受け止め、「巡礼にご報謝」と双方天地でにらみ合って再会を期す。

## 概要
『楼門五三桐』は全五幕の長編で、文禄・慶長の役で朝鮮に渡海した日本への復讐としてその乗っ取りを企てる明国の高官・宋蘇卿（そう そけい、実在の宋素卿がモデル）の遺児・石川五右衛門（いしかわ ごえもん）と、その日本の天下人・真柴久吉（ましば ひさよし、羽柴秀吉）との対立を描くという、壮大なスケールの時代物である。しかし五右衛門の養父が武智光秀（たけち みつひで、明智光秀）だったり、五右衛門と久吉が幼馴染だったりと、登場人物の設定は史実を踏まえながらも複雑かつ矛盾に満ちたものになっている。そのためあらすじが定まらず、初演以来これが通しで演じられることは稀で、通常は二段目返しの「南禅寺山門の場」のみが上演されてきた。
その『山門』は上演時間が15分足らずという短いもの。大薩摩の独唱のあと浅黄の幕が切って落とされると、極彩色の華麗な山門の屋根がそこにあり、金襴褞袍（きんらん どてら）に大百日鬘（だいびゃくにち かつら）という出で立ちの五右衛門がその上で悠然と煙管を吹かしている。巨大な山門の大道具が一気にせり上がると、そのたもとには久吉がいる。幕切れの見得は、五右衛門が刀を抜きかけて欄干に片足をかけて下をにらみ、久吉が柄杓で手裏剣を受けて上をにらみ返す「天地の見得」と呼ばれるもので、絢爛豪華な舞台にふさわしい立体感あふれる幕切れとなっている。
歌舞伎の様式美と豪快さのエキスが凝縮されたような一幕。「動く錦絵」と呼ばれる所以である。この『山門』は、『楼門詠千本』の「南禅寺山門の場」や、『青砥稿花紅彩画』大詰の「極楽寺山門上の場」「滑川土橋の場」など、本作以後に書かれた石川五右衛門や彼がモデルの大盗賊を主役とする数々の演目にほぼそのままのかたちで取り入れられており、誰もが一度は見たがった人気の一幕であったことが窺える。

## 五右衛門

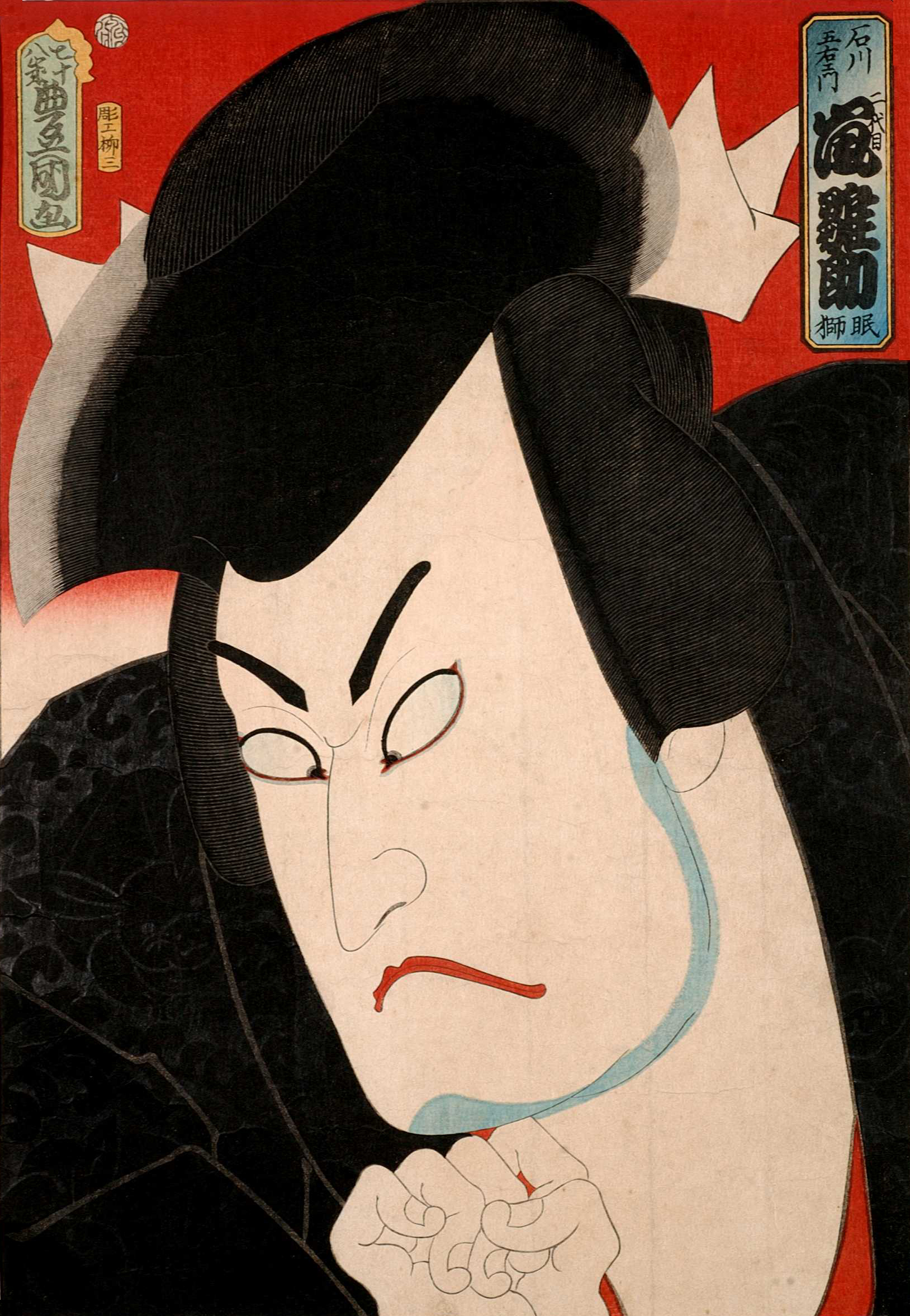
二代目嵐雛助の
五右衛門
----
三代目歌川豊国画の古今の人気歌舞伎役者の当り役を網羅した文久3年 (1863年) 版『錦昇堂版役者大首絵』五十枚のうちのひとつ。

安永7年に『金門五山桐』が大坂で初演されたときに五右衛門をつとめたのは初代嵐雛助である。初代は所作に優れた上方歌舞伎の名役者で、肥満体でみせる上品な芸は公家悪や天下をねらう謀反人をやらせたら右に出る者はいないと言われた。
その長男の二代目嵐雛助は、寛政12年 (1800年) に『楼門五三桐』が江戸で初演された時に五右衛門をつとめている。父とは打って変わって二代目は荒事を得意とした立役で、その豪快な五右衛門は一躍彼の当たり役となり、『山門』以外の演目でも五右衛門を何度もつとめた。この二代目の型が後々まで歌舞伎の石川五右衛門の在り方に大きな影響を与えることになった。

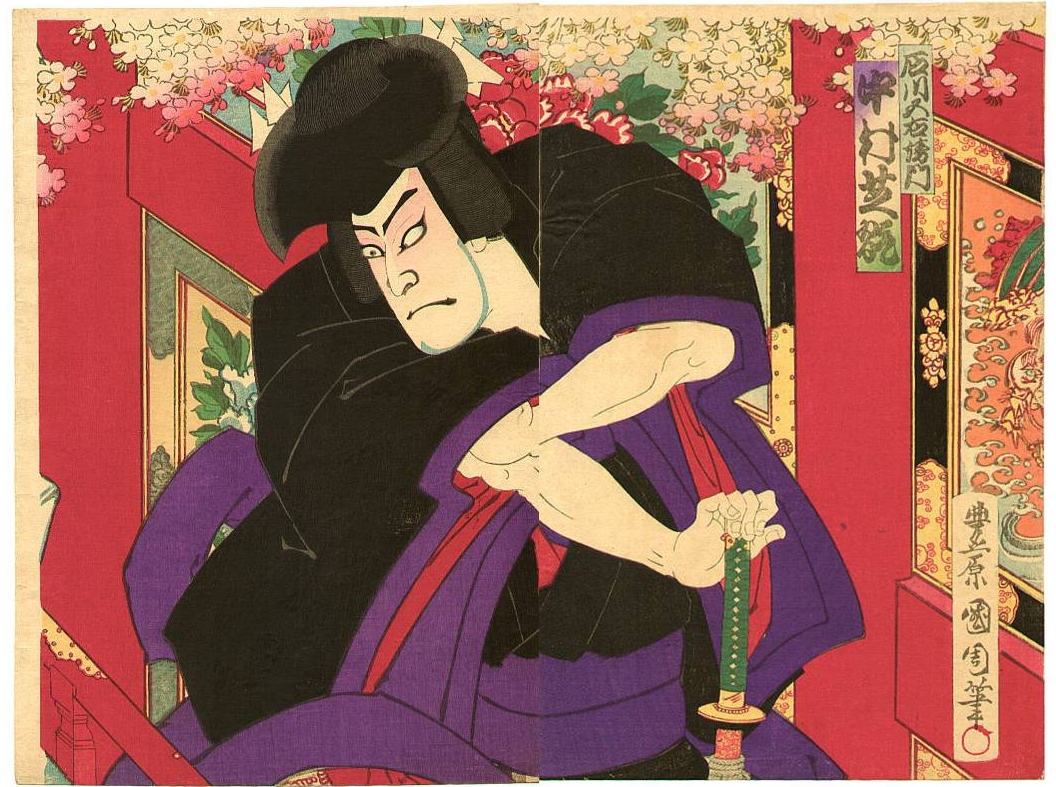
四代目中村芝翫の五右衛門（豊原国周　画　1882年）

五右衛門は、これをつとめる役者の技量もさることながら、役者の人間の大きさも必要な役どころといわれる。明治時代に「劇聖」とまで呼ばれた九代目市川團十郎の五右衛門よりも、同時期に活躍した四代目中村芝翫の五右衛門の方が見ごたえがあると評した劇評が多かったのもそのためである。

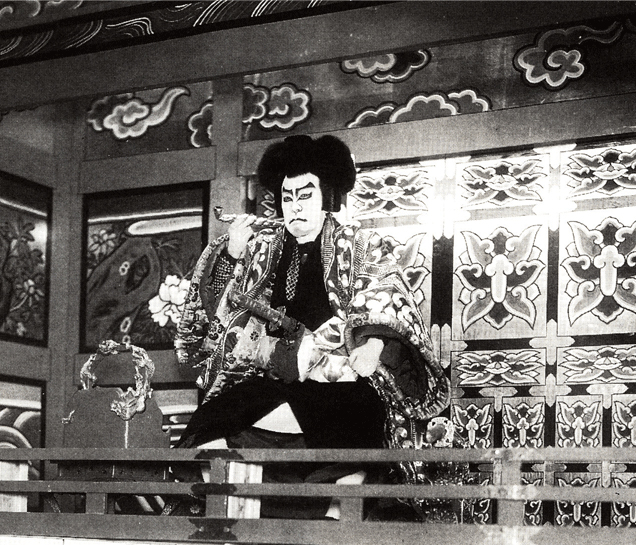
二代目實川延若の五右衛門
----
昭和25年5月東京劇場で上演の『山門』。

近年では昭和25年 (1950年) 5月に二代目實川延若が東京劇場でつとめた五右衛門が後世に語り継がれるほどの名舞台で、映画にも記録された。すでに延若は脚が不自由になっており、動くことすら困難を伴う状態だったが、ひとたび五右衛門となって山門の欄干に足をかけるとその迫力と口跡は圧巻で、記録映画では観客席にジワ（感嘆のどよめき）が広がるのを聞き取ることができる。居合わせた七代目坂東三津五郎が、「こんなすごいのは大芝翫＝四代目中村芝翫以来だ。」と感嘆するほど、延若の五右衛門は歌舞伎史に残る名演として評価され、鍋井克之の画によりタペストリーに織られ、第四期歌舞伎座のロビーに飾られていた。
なお他の歌舞伎の演目がどれもそうであるように、『山門』も大看板の組み合わせで上演されるとその魅力は倍増する。昭和6年 (1931) に五代目中村歌右衛門の五右衛門と初代中村鴈治郎の久吉という、東西の成駒屋のトップが火花を散らした興行は連日満員御礼の大人気で、大向こうからは「千両役者！」の掛け声とともに、「二人で二千両！」という掛け声までかかった。

## 逸話
- 『山門』はその名が語るように南禅寺山門が迫り上がるところが大きな見所だが、そもそもこのせり上げができないと久吉が舞台上に登場できないので話にならない。ところが東の歌舞伎座と並び称される西の京都南座には、役者を上げ下げする小迫りはあっても大道具を上げ下げできる大迫りがなかったため、歌舞伎の代表作の一つであるこの演目を長らく上演することが出来なかった。大規模な改修工事を経て大迫りが装備され、南禅寺の山門がその姿を舞台上に初めて現したのは、平成3年 (1991) の顔見世で十三代目片岡仁左衛門の五右衛門、七代目尾上梅幸の久吉で本作を上演した時だった。
- 冒頭の五右衛門の科白は、初演当初は「春の眺めは値千両とは小さい譬（たと）え。この五右衛門の目からは値万両」という簡略なものだった。これがいつしが誇張されて「小せえ、小せえ」「値万両、万々両」のリフレインになり、関西歌舞伎のなかには「万両、万両、万々両」と言ったものまであった。このように金額がどんどん膨らんでゆくさまを八代目坂東三津五郎は「いかにも商都らしいね」と評したことがある。